# Srivilliputhur
Srivilliputhur är en ort i Indien.   Den ligger i distriktet Virudhunagar och delstaten Tamil Nadu, i den södra delen av landet, 2 100 km söder om huvudstaden New Delhi. Srivilliputhur ligger 153 meter över havet och antalet invånare är 74 370.
Terrängen runt Srivilliputhur är platt åt sydost, men åt nordväst är den kuperad. Runt Srivilliputhur är det tätbefolkat, med 493 invånare per kvadratkilometer. Närmaste större samhälle är Rajapalaiyam, 11,0 km sydväst om Srivilliputhur. Omgivningarna runt Srivilliputhur är en mosaik av jordbruksmark och naturlig växtlighet.